# Melaspilea diplasiospora
Melaspilea diplasiospora är en lavart som först beskrevs av William Nylander och som
fick sitt nu gällande namn av Johannes Müller Argoviensis. 
Melaspilea diplasiospora ingår i släktet Melaspilea och familjen Melaspileaceae. Inga underarter finns listade i Catalogue of Life.